# Beranov
Beranov (németül Böhmisch Borau) Teplá településrésze Csehországban a Karlovy Vary-i kerület Chebi járásában. Központi községétől 3.5 km-re északkeletre fekszik. A 2001-es népszámlálási adatok szerint 23 lakóháza és 39 lakosa van.

## Népesség
A település népessége az alábbiak szerint alakult:
| Lakosok száma | 167  | 157  | 151  | 207  | 179  | 69   | 70   | 42   | 39   | 37   |
|               | 1869 | 1890 | 1900 | 1921 | 1930 | 1961 | 1970 | 1991 | 2001 | 2021 |